# Otto Strohmayr
Otto Joseph Friedrich Strohmayr, auch: Otto Strohmayer, (* 21. Juli 1900 in Hallein, Österreich-Ungarn; † 25. April 1945 ebenda) war ein österreichischer Architekt.

## Leben und Wirken
Otto Strohmayr war ein Sohn eines städtischen Rechnungsbeamten. Er besuchte die Salzburger Fachgewerbeschule. 1923 ging er an die Akademie der Bildenden Künste in Wien und studierte bis 1926 bei Peter Behrens und Clemens Holzmeister. Er war auch ein Schüler Emil Fahrenkamps an der Düsseldorfer Akademie.
Er arbeitete kurze Zeit bei Ernst Balser in Frankfurt am Main und erhielt 1928 in Salzburg den Auftrag zum Umbau der Zipfer-Bierhalle. Strohmayr besuchte als außerordentlicher Hörer die Technische Hochschule Wien und machte die Prüfungen für die Zulassung als Ziviltechniker, die er 1931 erhielt. 
Von 1930 bis 1932 führte er den Umbau der Pfarrkirche Seeham aus. Er erhielt 1933 einen Preis für den Entwurf eines Siedlungshauses. Nach dem Anschluss Österreichs war er von 1938 bis 1942 bei der Österreichischen Siedlungsgesellschaft tätig.
In der Zeit des Nationalsozialismus gelang ihm der Aufstieg in den höchsten Architektenkreis des Dritten Reiches um Albert Speer. Er wirkte am Umbau des Schlosses Kleßheim zum „Gästehaus des Führers“ mit. 1941 wurde  er gemeinsam mit seinem Bürokollegen Otto Reitter mit den Planungen der wichtigsten Repräsentationsbauten der Partei in der Gauhauptstadt Salzburg beauftragt; dazu gehörten die Planung eines „Gauforums“ und eines neuen Festspielhauses am Kapuzinerberg. Im September 1943 wurde er zur Wehrmacht eingezogen, im Mai 1944 wurde er zur Organisation Todt abgestellt und arbeitete im Rahmen des Projekts Riese am Umbau des Schlosses Fürstenstein in Schlesien.
Strohmayr stand 1944 in der Gottbegnadeten-Liste des Reichsministeriums für Volksaufklärung und Propaganda. In den letzten Tagen des Zweiten Weltkrieges wurde er auf der Straße zwischen Hallein und Kaltenhausen durch eine detonierende Flieger-Zeitzünderbombe getötet.
Die in seinem Nachlass überlieferten Materialien dokumentieren das bis heute weitgehend unbekannte und vor allem gewaltige Ausmaß der von Adolf Hitler persönlich festgelegten Bauvorhaben in Salzburg.